# Linia kolejowa Moravské Budějovice – Jemnice
Linia kolejowa Moravské Budějovice – Jemnice (Linia kolejowa nr 243 (Czechy)) – jednotorowa, regionalna i niezelektryfikowana linia kolejowa w Czechach. Łączy Moravské Budějovice i Jemnice. Przebiega przez terytorium kraju Wysoczyna.